# Chartoscirta cocksii
De Chartoscirta cocksii is een wants uit de familie van de Saldidae (Oeverwantsen). De soort werd het eerst wetenschappelijk beschreven door John Curtis in 1835.

## Uiterlijk
De tamelijk ovale oeverwants meestal submacropteer maar komt ook macropteer voor en kan 3 tot 4 mm lang worden. Oeverwantsen hebben grote bolle ogen voor het opsporen van hun prooi. Wantsen van het genus Chartoscirta hebben een halsschild met een groef over de hele breedte en holle zijranden. Op de vleugel, net voor het doorzichtige gedeelte, bevindt zich meestal een witte vlek. Verder zijn de vleugels zwart met lichte en blauwgrijze vlekken. Van de zwart behaarde antennes zijn het het derde en vierde segment dikker dan de eerste twee. De soort lijkt sterkt op de andere Nederlandse soorten uit het genus, Chartoscirta cincta en Chartoscirta elegantula maar die hebben antennesegmenten die allemaal even dik zijn en hebben segmenten die op andere plekken lichter gekleurd zijn.

## Leefwijze
De soort komt voor langs oevers en andere vochtige plaatsen bij zoet water en lijkt een voorkeur te hebben voor veengebieden, met name veenmos (Sphagnum). De wants overleeft de winter als volwassen dier en er is één generatie per jaar

## Leefgebied
De wantsen komen voor in Europa tot aan Siberië en Marokko in het zuiden. In Nederland zijn de wantsen op diverse plekken te vinden, niet in het noorden maar wel op de Waddeneilanden. 